# Crécy-en-Ponthieu
Crécy-en-Ponthieu là một xã ở tỉnh Somme trong vùng Hauts-de-France, Pháp. Xã nằm ở phía nam của Calais.
Crécy-en-Ponthieu là nơi diễn ra trận Crécy năm 1346, một trong những trận đánh sớm và quan trọng nhất của Chiến tranh Trăm Năm.